# Košice (stad in Slowakije)
Košice (Duits: Kaschau, Hongaars: Kassa, Latijn: Cassovia) is na Bratislava de grootste stad van Slowakije, met 240.688 inwoners onder wie 6.382 Hongaren (2,65%). De stad ligt in het oosten van het land in de vallei van de Hornád in het Košice-bekken. De stad wordt omringd door de bergen van de Čierna Hora in het noorden en de heuvels van de Volovské vrchy in het westen. De stad heeft een historisch centrum met de grootste kerk van Slowakije, een universiteit en verscheidene culturele instellingen.

## Geschiedenis
De voor het eerst in 1230 vermelde naam stamt waarschijnlijk uit het Slavische koša wat dan duidt op gerooid bos (Nederlands: -rode). In de achtste eeuw was dit gebied door Slowaken in bezit genomen en onder het gezag van het Groot-Moravische Rijk gekomen, dat in de elfde eeuw door het Hongaarse Rijk werd afgelost. De Hongaarse koningen verleenden in 1248 stadsrechten. Het Slavische dorp ter plaatse werd met kolonisten uit het Duitse Rijk aangevuld en tot stad uitgebouwd. Het Hongaarse element werd dominant toen de stad de tweede in rang, na Boeda, werd onder de Hongaarse steden. Kassa of Kaschau beleefde een bloeiperiode in de veertiende en vijftiende eeuw. In 1526 veroverden de Ottomaanse sultans Hongarije behalve de westelijke en noordelijke randgebieden. Die kwamen onder de Habsburgers die zich nu koningen van Hongarije noemden. De stad lag nu aan de noordelijke grens van het Ottomaanse Rijk en werd tot vesting uitgebouwd. Toen de Ottomaanse Turken werden verdreven rond 1700 werd de militaire functie van minder belang en daalde de betekenis van de stad. Het streven naar Hongaarse staatkundige autonomie zou in 1848 opnieuw betekenis geven aan de stad omdat de Habsburgse keizer de Russische tsaar te hulp riep bij het beteugelen van de opstanden en juist rond Kassa enkele veldslagen uitgevochten werden waarin de Hongaren voorlopig werden verslagen. In 1866 echter werd een regeling getroffen waarin het (Habsbugse) Koninkrijk Hongarije in wat nu heette de Oostenrijks-Hongaarse Dubbelmonarchie een verregaande bestuurlijke autonomie verkreeg. Kassa werd een belangrijk bestuurlijk en industrieel centrum met een Hongaarse en Joodse burgerij, en een Slowaakse lagere klasse van dienstpersoneel en arbeiders. In 1920 werd de Joods-Hongaarse schrijver Sándor Márai in Kassa geboren. Hij geeft in zijn werk indrukken van het leven in de stad tijdens de eerste decennia van de twintigste eeuw.
Omdat de directe omgeving van de stad bestond uit Slowaakse dorpen werd na de Eerste Wereldoorlog en het Verdrag van Trianon in 1920 Kassa, nu als Košice, overgedragen aan het nieuwe Tsjechoslowakije, na in 1919 de hoofdstad te zijn geweest van de kortstondige Slowaakse Radenrepubliek. In samenwerking met Duitsland en Italië kreeg Hongarije in 1938 het zuiden van Slowakije terug en Košice werd weer Kassa. In 1944 namen Hongaarse fascisten samen met SS-troepen het gezag in Hongarije over en werd onmiddellijk begonnen met het interneren en deporteren van Joden. Kassa werd een verzamelpunt voor het afvoeren van Joden naar Auschwitz en tienduizenden werden van hier gedeporteerd om niet meer terug te keren. De grote Joods-Hongaarse gemeenschap in de stad hield op te bestaan. In 1945 werd de vroegere staatkundige toestand hersteld en Kassa werd weer Košice en uitgebouwd tot de belangrijkste stad van oostelijk Slowakije, concentratie van de verstedelijking en industrialisatie. De Hongaren die eerder de meerderheid vormden zijn teruggedrongen tot een kleine minderheid.
In 1924 werd in Košice voor het eerst de Vredesmarathon gelopen. Dit maakt de jaarlijkse internationale vredesmarathon (Slowaaks: Medzinárodný maratón mieru) de oudste marathon van Europa.
In 2013 was Košice samen met Frankrijks tweede stad Marseille culturele hoofdstad van Europa.
Košice staat model voor veel van de gebouwen in de indie-game Workers and Resources Soviet Republic. Het spel toont in de opstart foto's uit de jaren tachtig.

### Bevolkingssamenstelling

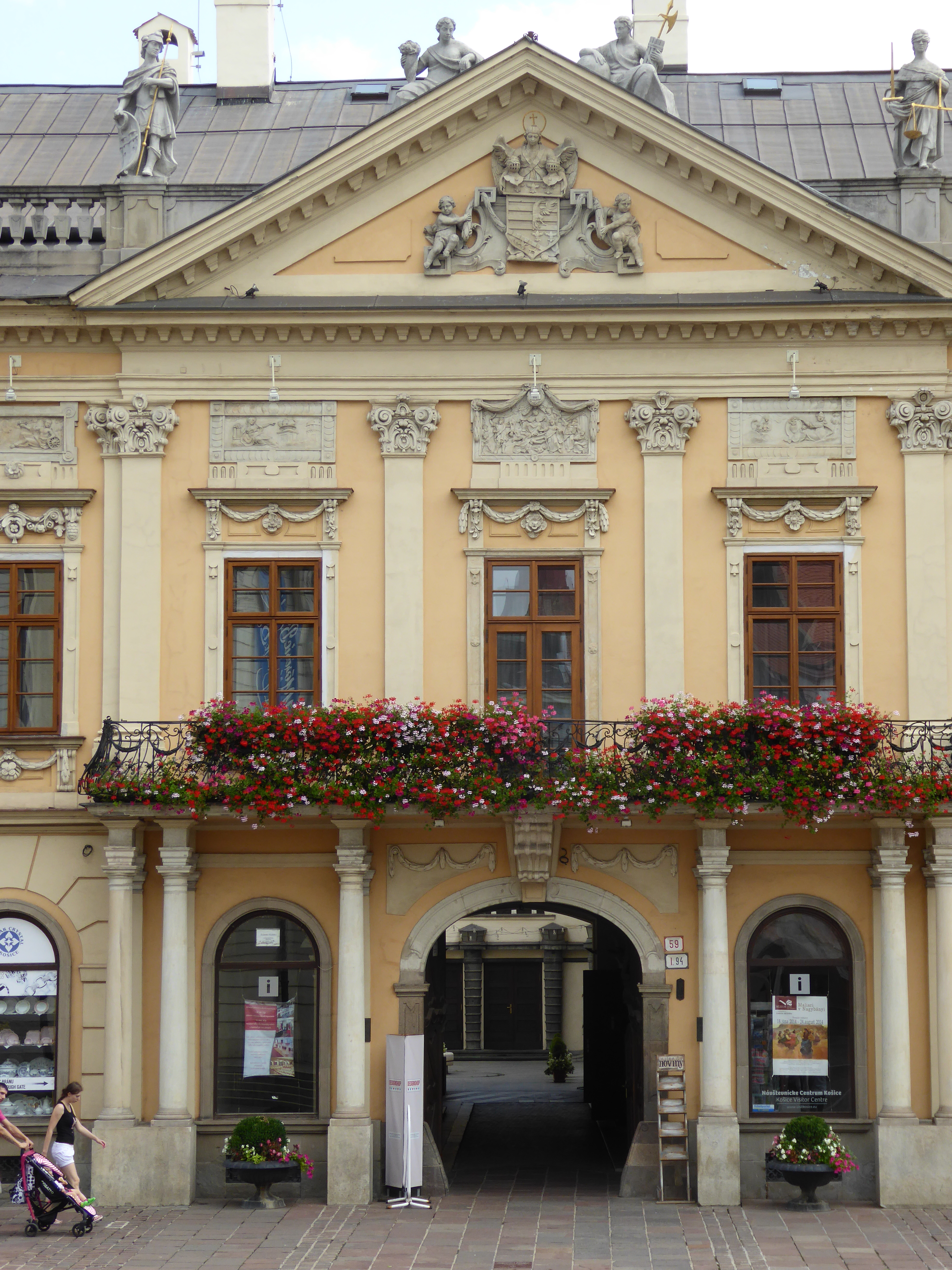
Oud stadhuis: aan de
« Hlavná ulica » (Hoofdstraat).

- In 1880 waren er 17% Duitstaligen, wat in 2001 teruggelopen was naar een percentage van 0,2%. In 1891 verklaarde 49,1% van de bevolking het Hongaars als moedertaal te hebben, 33,6% Slowaaks en 13,5% Duits.
- In 1910 waren op een bevolking van 44.211 inwoners de Hongaren met 33.350 (75,4%) de grootste groep. Hierop volgden de Slowaken met 6547 personen, Duitsers met 3189 personen, Polen met 453 personen, Tsjechen met 227 inwoners en de Roethenen met 210 inwoners.
- In 1930 vormden de Hongaren op een bevolking van circa 58.000 inwoners nog maar een minderheid van 17,9 procent van de bevolking.
- In 1950 werd een volkstelling uitgevoerd. De statistieken qua etniciteit zijn nooit gepubliceerd.
- In 1970 vormden de Hongaren op een bevolking van 132.893 officieel met 5.816 een minderheid van 4,3%. Uit vertrouwelijke data uit dat jaar blijkt dat het aantal Hongaarstaligen op dat moment 32,5% van de bevolking uitmaakte.
- In 2001 waren van de 236.093 inwoners er 210.340 Slowaak (89,1%), 8.940 Hongaar (3,8%), 5.055 Roma (2,1%), 2.803 Tsjech (1,2%), 1279 Roetheen, 1077 Oekraïner en 398 Duitser.
- In 2011 waren van de 240.433 inwoners er 177.581 Slowaak (73,8%), 6.382 Hongaar (2,6%), 4.892 Roma (2,0%), 1.208 Tsjech. 45.922 inwoners gaven geen nationaliteit door (circa 20%).
- In 2021 waren er 229.040 inwoners waaronder 5636 Hongaren (2,46%)

Slowaken vormen de meerderheid en de stad herbergt slechts een kleine Hongaarse minderheid (< 4%) na 2000. Het aantal resterende Duitstaligen is nog geringer.

### Minderheden
Hoewel de Hongaarse gemeenschap bijna is gedecimeerd na 1920 is er zelfs anno 2022 nog Hongaars leven. Er is bijvoorbeeld nog een Hongaarse Gereformeerde Kerk. De stad huisvest het Thália Theater dat jaarlijks 70 Hongaarstalige voorstellingen vertoont en een eigen theatergezelschap heeft dat zowel in Slowakije als in Hongarije op tournee gaat. Ook heeft Košice/Kassa Hongaars onderwijs, het Sándor Márai Gymnasium waaraan ook een basisschool is verbonden. Ook heeft de stad een Hongaarstalige middelbare school voor techniek en economie; de József Szakkay school die met haar oprichting in 1872 een lange en rijke geschiedenis kent.Verder verschijnt het Hongaarstalige maandblad Kassai Figyelő in de stad. De Hongaarstalige dagbladen die in Košice/Kassa verschenen staakten hun activiteiten in 1945.
Lunic 9 is de naam van het Romaghetto aan de rand van Košice. De inwoners vormen de grootste Romaminderheid in Europa en leven in armoede. Sinds het verdwijnen van het IJzeren gordijn zijn duizenden van hen naar het westen getrokken, onder andere naar het Vlaamse Gent.

## Stadsdelen

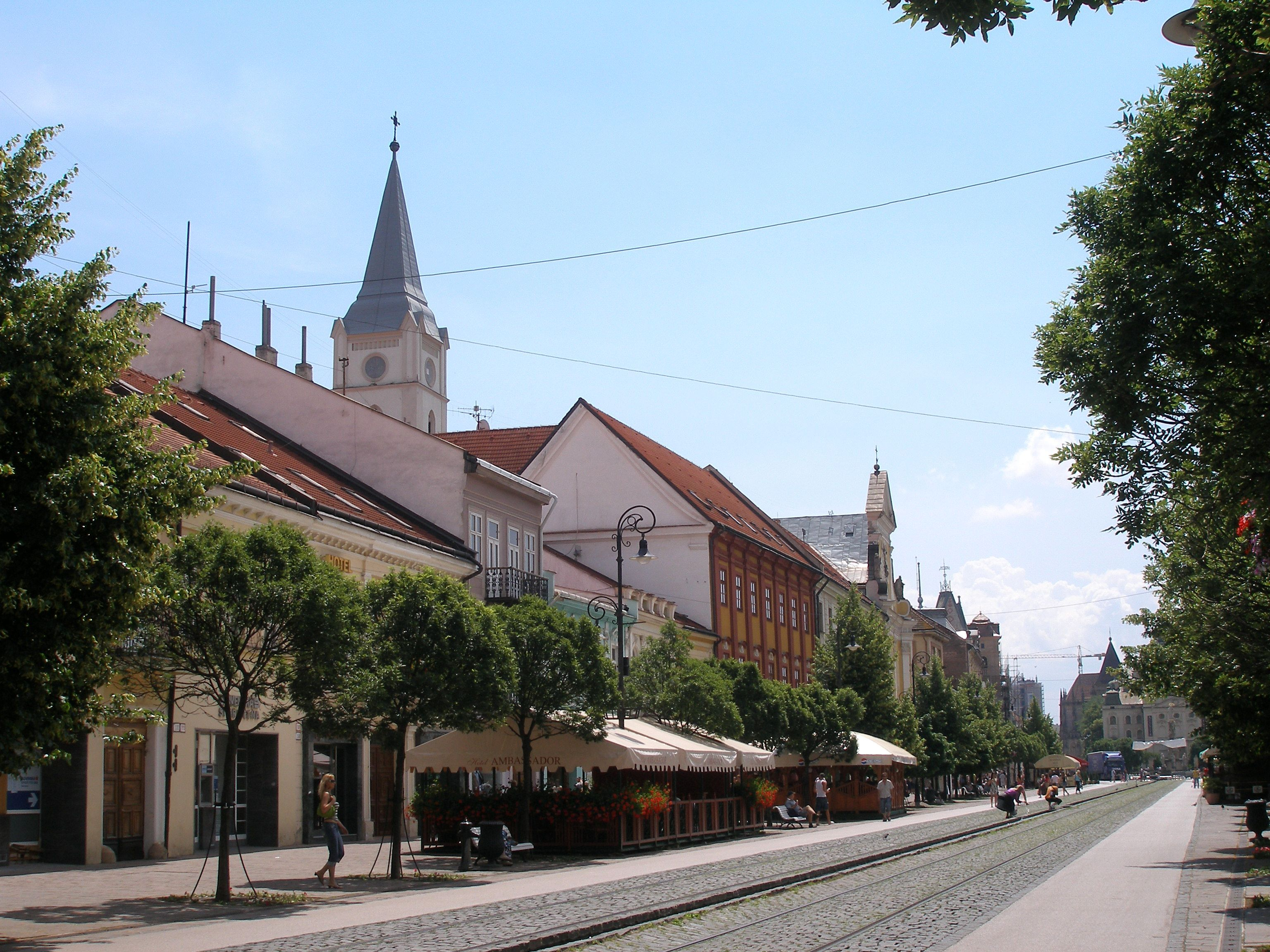
Zicht op de « Hlavná ulica » (Hoofdstraat) en de Sint-Antonius van Paduakerk.

Košice bestaat uit vier districten, die zijn ingedeeld in (in totaal) 22 stadsdelen. De dorpen rondom de stad behoren tot het district Košice-okolie (omgeving).
| District   | Stadsdelen (Wijken)                                                                             |
| ---------- | ----------------------------------------------------------------------------------------------- |
| Košice I   | Džungľa, Kavečany, Košice-Sever (noord), Sídlisko Ťahanovce, Staré mesto (oude stad), Ťahanovce |
| Košice II  | Lorinčík, Luník IX, Myslava, Pereš, Poľov, Sídlisko KVP, Šaca, Košice-Západ (west)              |
| Košice III | Sídlisko dargovských hrdinov, Košická Nová Ves                                                  |
| Košice IV  | Košice-Barca, Košice-Juh (zuid), Krásna, Nad jazerom, Šebastovce, Vyšné Opátske                 |

## Economie
Nabij de stad bevindt zich een grote staalfabriek. Deze werd in 2000 overgenomen door het Amerikaanse U.S. Steel. Er werkten in 2021 bijna 9000 mensen.

## Sport
De marathon van Košice wordt al sinds 1924 georganiseerd en is daarmee de oudste moderne marathon van Europa, en de op een na oudste ter wereld. De Medzinárodný maratón mieru (internationale vredesmarathon), zoals deze marathon voluit heet, wordt jaarlijks gelopen op de eerste zondag van oktober.
IJshockeyclub HC Košice is een van de succesvolste Slowaakse ijshockeyclubs. De club komt uit in de hoogste Slowaakse ijshockeycompetitie, de Extraliga, en werd drie keer kampioen van Slowakije, in 1995, 1996 en 1999. Thuisbasis is sinds 2006 de Steel Aréna, met een capaciteit van 8.343 toeschouwers. Dit stadion werd in 2011 en 2019 gebruikt voor wedstrijden van het WK ijshockey.
Voetbalclub MFK Košice speelt in de Corgoň Liga, de hoogste Slowaakse voetbalcompetitie. De club werd onder de naam 1. FC Košice twee keer kampioen van Slowakije, in 1997 en 1998. Lokomotiva Košice is een andere voetbalclub uit Košice.

## Verkeer en vervoer

### Openbaar vervoer

#### Treinen

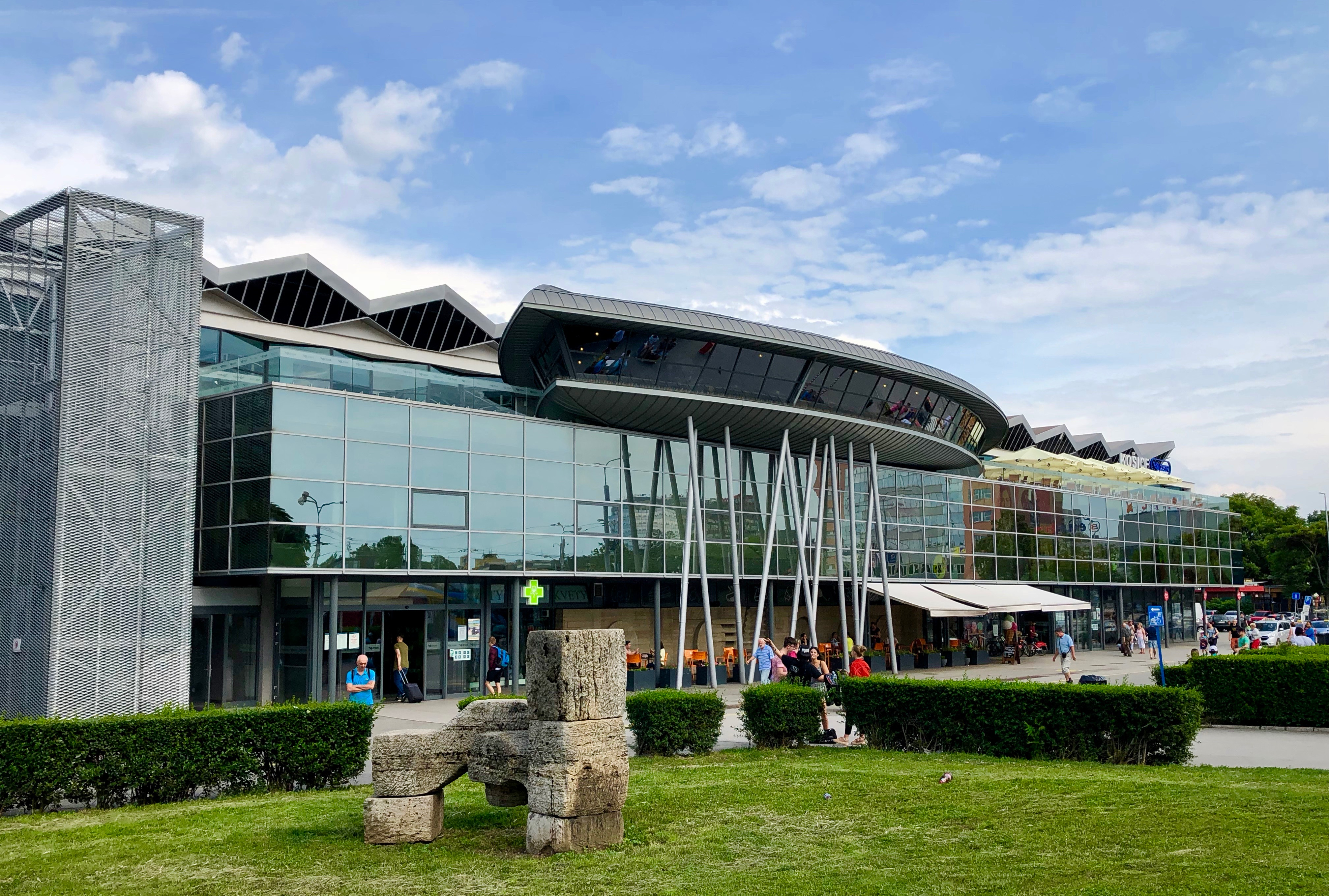
Het treinstation van Košice aan het Stationsplein (Staničné námestie)

Het station van Košice « Železničná stanica Košice » is gelegen in het oude stadscentrum « Staré Mesto », aan het Stationsplein: « Staničné námestie ». Het is een modern en comfortabel gebouw, waarin alle faciliteiten beschikbaar zijn zoals loketten, informatiekantoor, geldautomaten een apotheek en winkels.
De constructie werd opgetrokken in ter vervanging van een bouwwerk uit de negentiende eeuw.

###### Internationale treinen
Station Košice wordt dagelijks bediend door treinen van en naar het buitenland:
- Budapest - Keleti pályaudvar (Hongarije)
- Praag (Tsjechië)
- Wenen (Oostenrijk)
- Lviv (Oekraïne) en Moskou (Kievstation) (Rusland)
- Krakau (Polen)

##### Binnenlands treinverkeer
In het station van Košice is een groot aantal verbindingen met andere steden en gemeenten beschikbaar, hetzij rechtstreeks, zoals bijvoorbeeld naar Bratislava (Bratislava hlavná stanica), hetzij met overstap.
Enkele voorbeelden (selectie) :

#### Bus en tram
Košice heeft een eigen openbaar vervoer bedrijf Dopravný podnik mesta Košice (Vervoersonderneming Stad Košice, DPMK) dat lijnbussen, twee trolleybuslijnen en een tramnetwerk van 15 lijnen in bedrijf heeft.
Het busstation van Košice « Autobusova Stanica » ligt vlak bij het spoorwegstation, aan het Stationsplein: « Stanicné námestie ».
Aan de voorkant van het station, op het stationsplein, hebben de volgende tramlijnen (« Tram van Košice ») een halte:
- Lijn 2 : Havlíčkova (Košice-Sever) ;
- Lijn 3 : Važecká (Nad jazerom) (Košice) ;
- Lijn 6 : Nám. Maratónu mieru (Staré Mesto) via : Košice-Západ ; Košice-Juh ;
- Lijn R1 : Vstupný areál USS.

### Wegvervoer
Langs de noordoostkant van Košice loopt de Europese oost-westverbinding E50.
Maken deel uit van deze verbinding:
- de autosnelweg D1 (Slowaaks: diaľnica D1) richting Prešov, alsook
- de autoweg richting Michalovce en Oezjhorod (Oekraïne).

Komend vanuit het noorden maakt deze verkeersweg nabij Košice een knik naar het oosten.

### Luchtvaart
Ten zuiden van Košice, bij de wijk Barca, ligt de luchthaven van Košice. Deze luchthaven werd in combinatie met die van Bratislava begin 2006 na een lange en open aanbesteding aan het consortium TwoOne verkocht. Op 15 augustus 2006 heeft de Slowaakse mededingingsautoriteit hiervoor toestemming gegeven.

## Partnersteden
| - Boedapest (Hongarije) - Bursa (Turkije) - Cottbus (Duitsland) - Miskolc (Hongarije) - Mobile, Alabama (Verenigde Staten) - Niš (Servië) - Oezjhorod (Oekraïne) | - Ostrava (Tsjechië) - Plovdiv (Bulgarije) - Raahe (Finland) - Rzeszów (Polen) - Sint-Petersburg (Rusland), sinds 1995 - Verona (Italië) - Wuppertal (Duitsland) |

## Geboren in Košice
Zie de "Lijst van personen uit Košice".

## Galerij

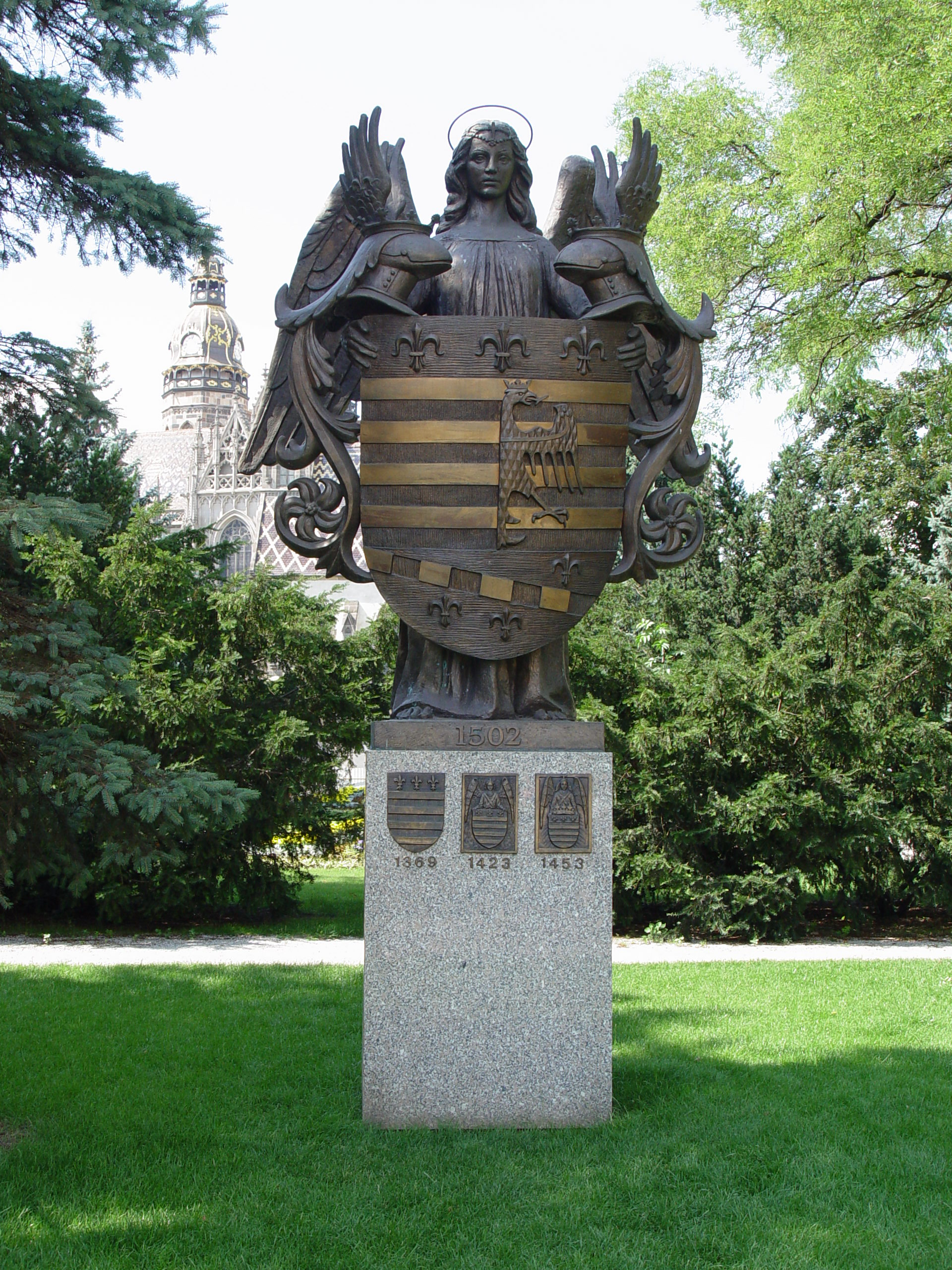
Beeld met wapen van Andrássy
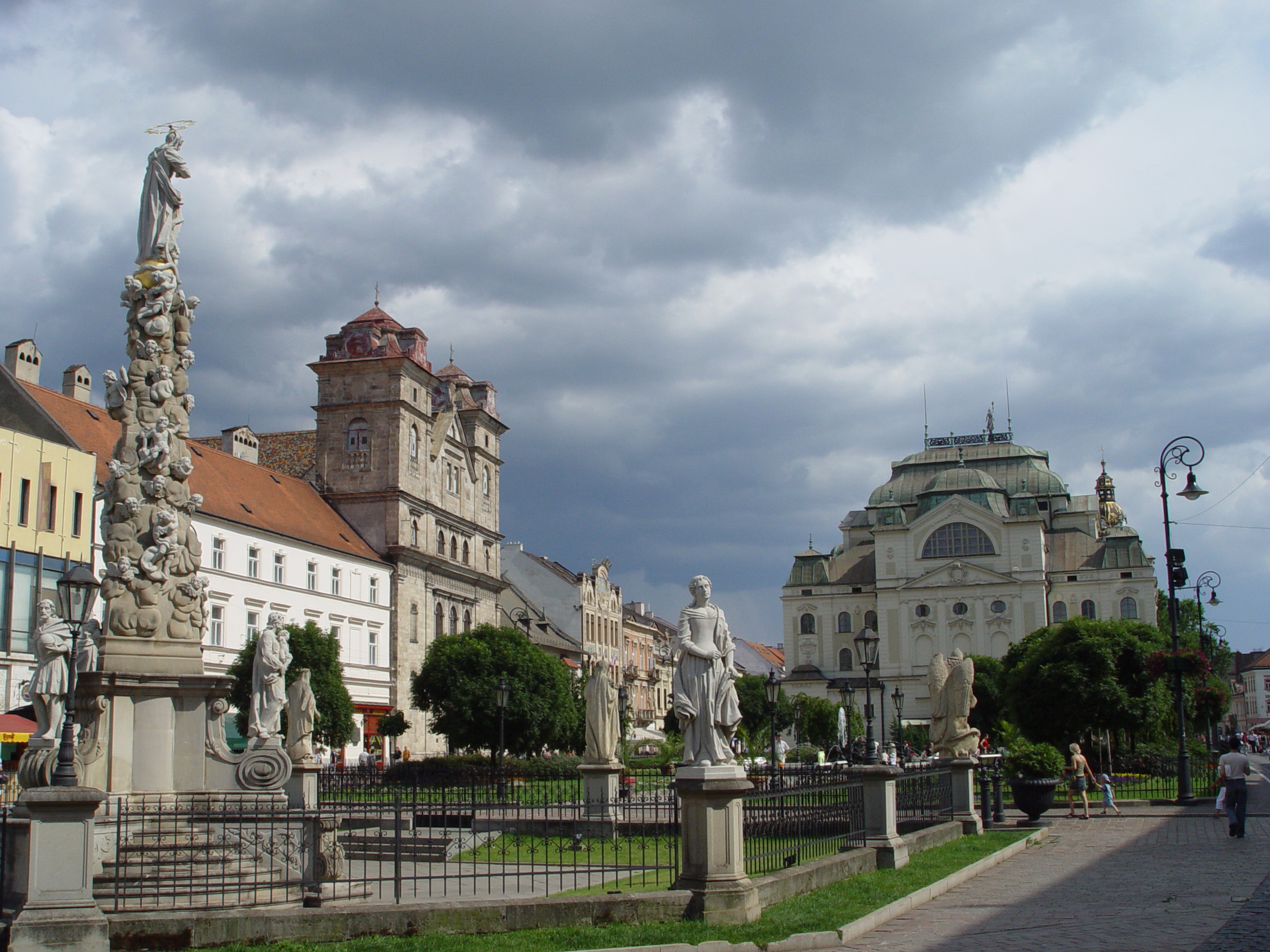
Hlavná (Hoofdstraat) met staatstheater
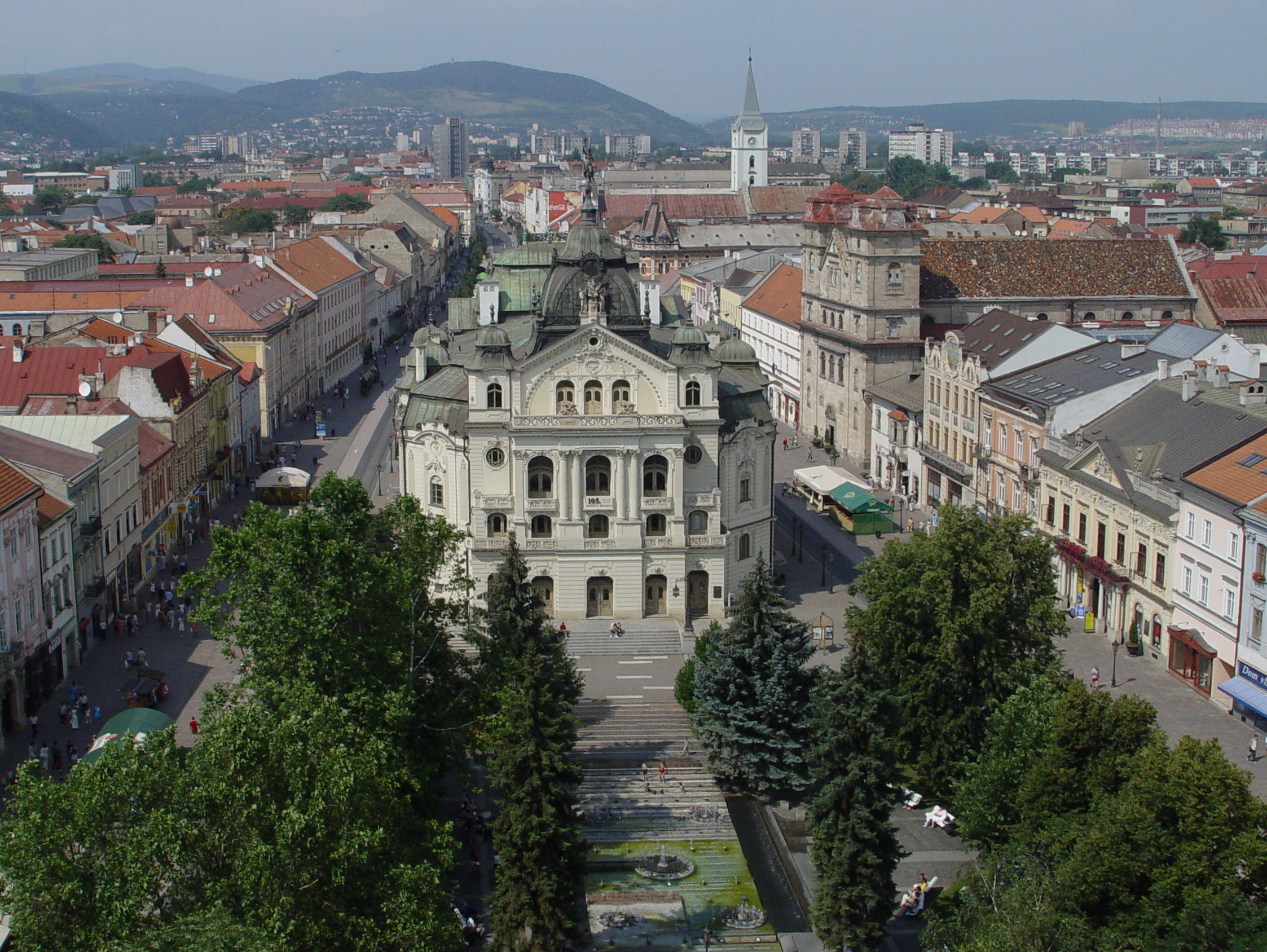
Staatstheater en Hlavná (Hoofdstraat)
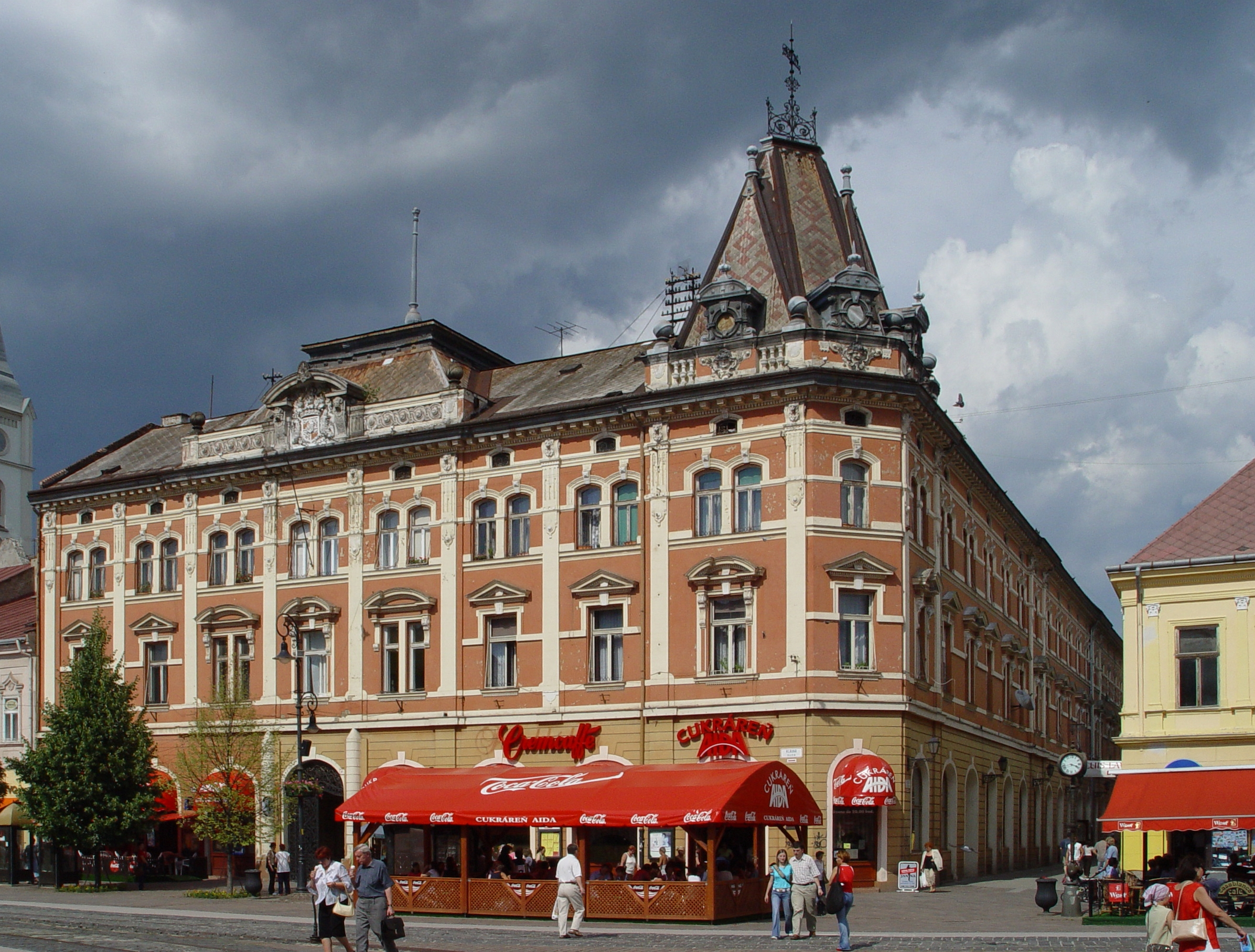
Andrassy's paleis
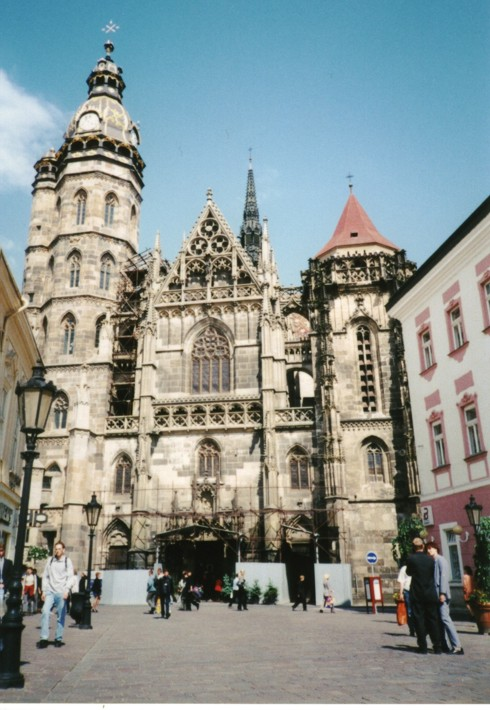
St. Elisabethkathedraal
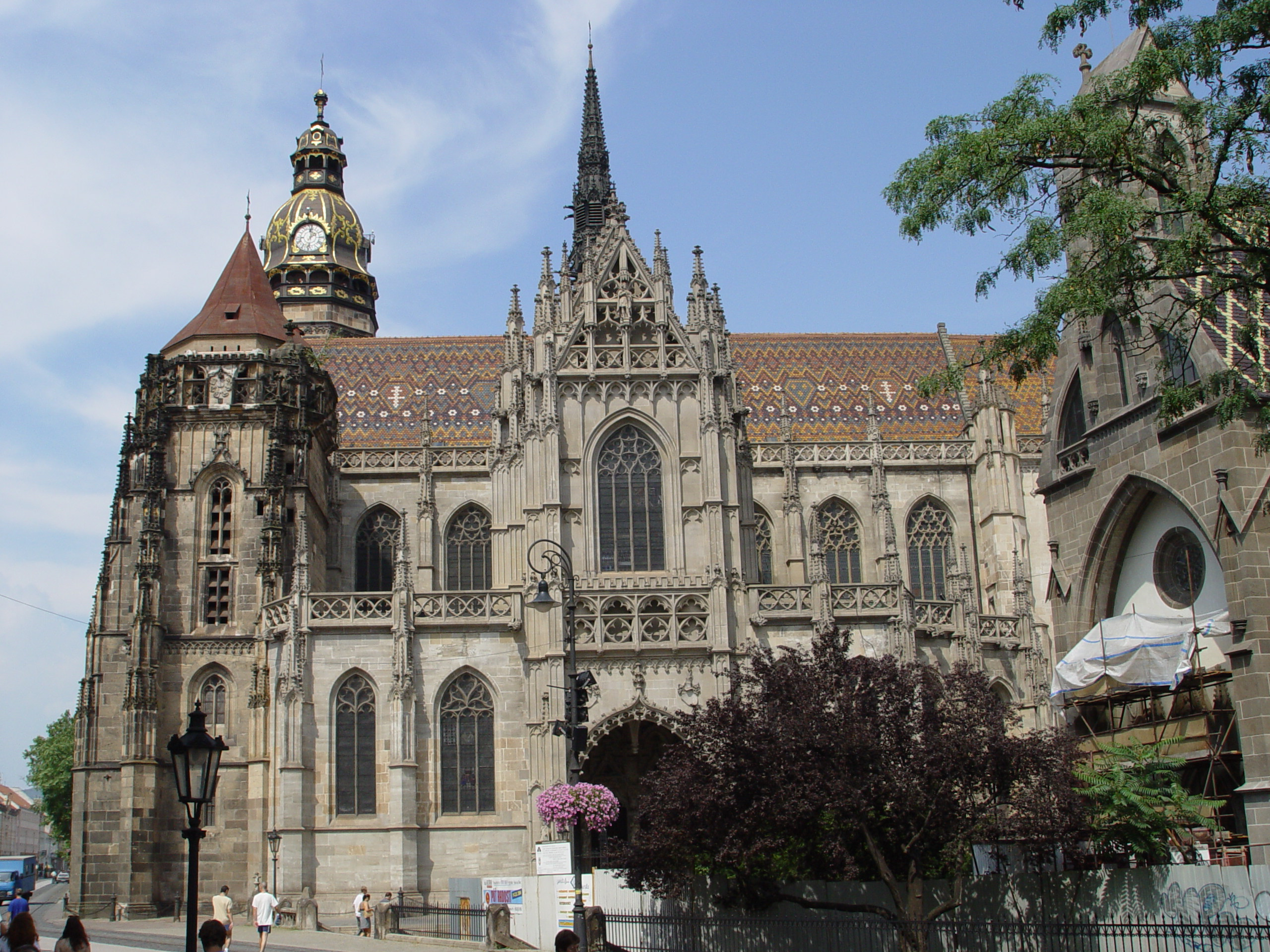
St. Elisabethkathedraal
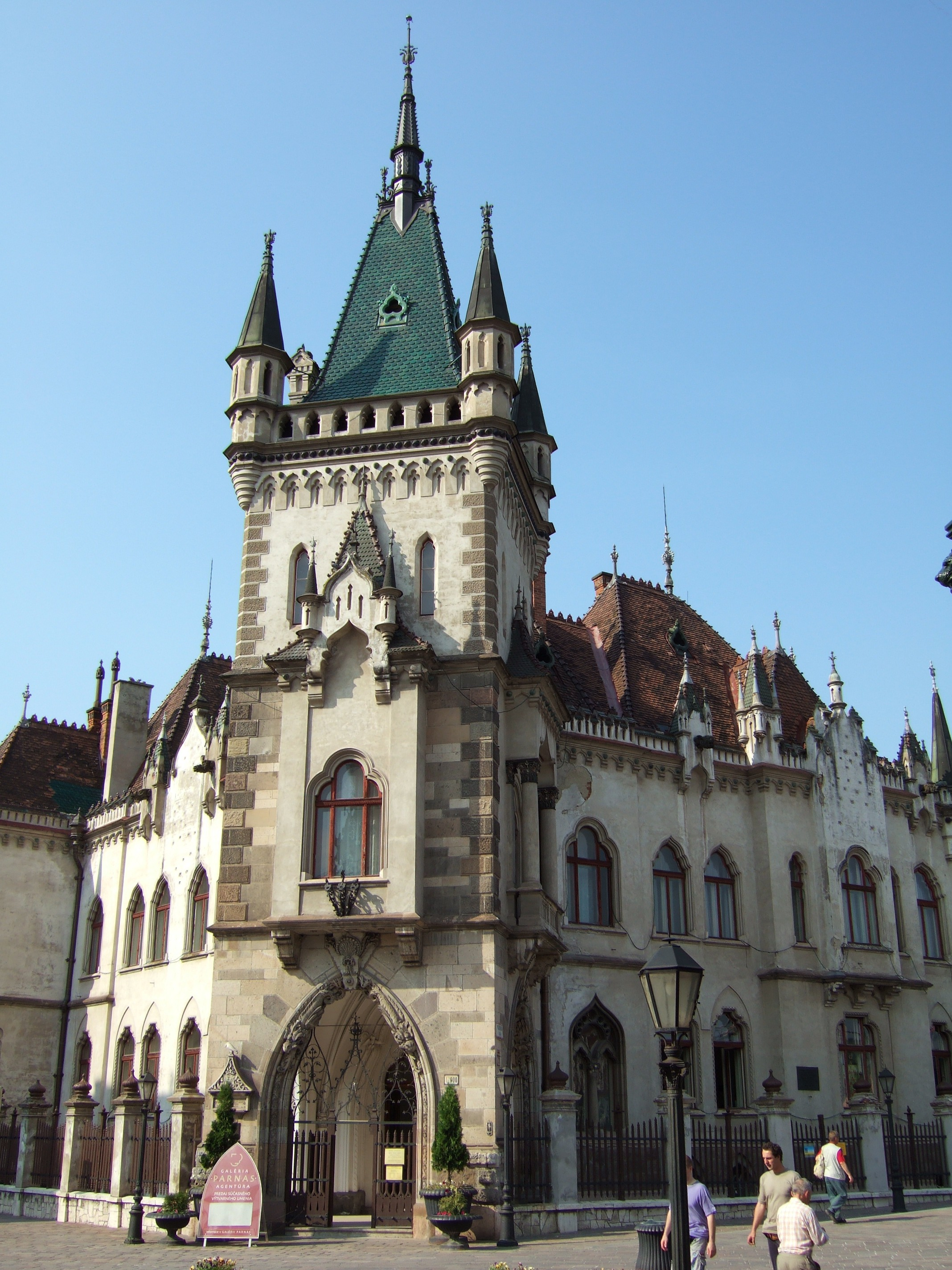
Jakabov paleis
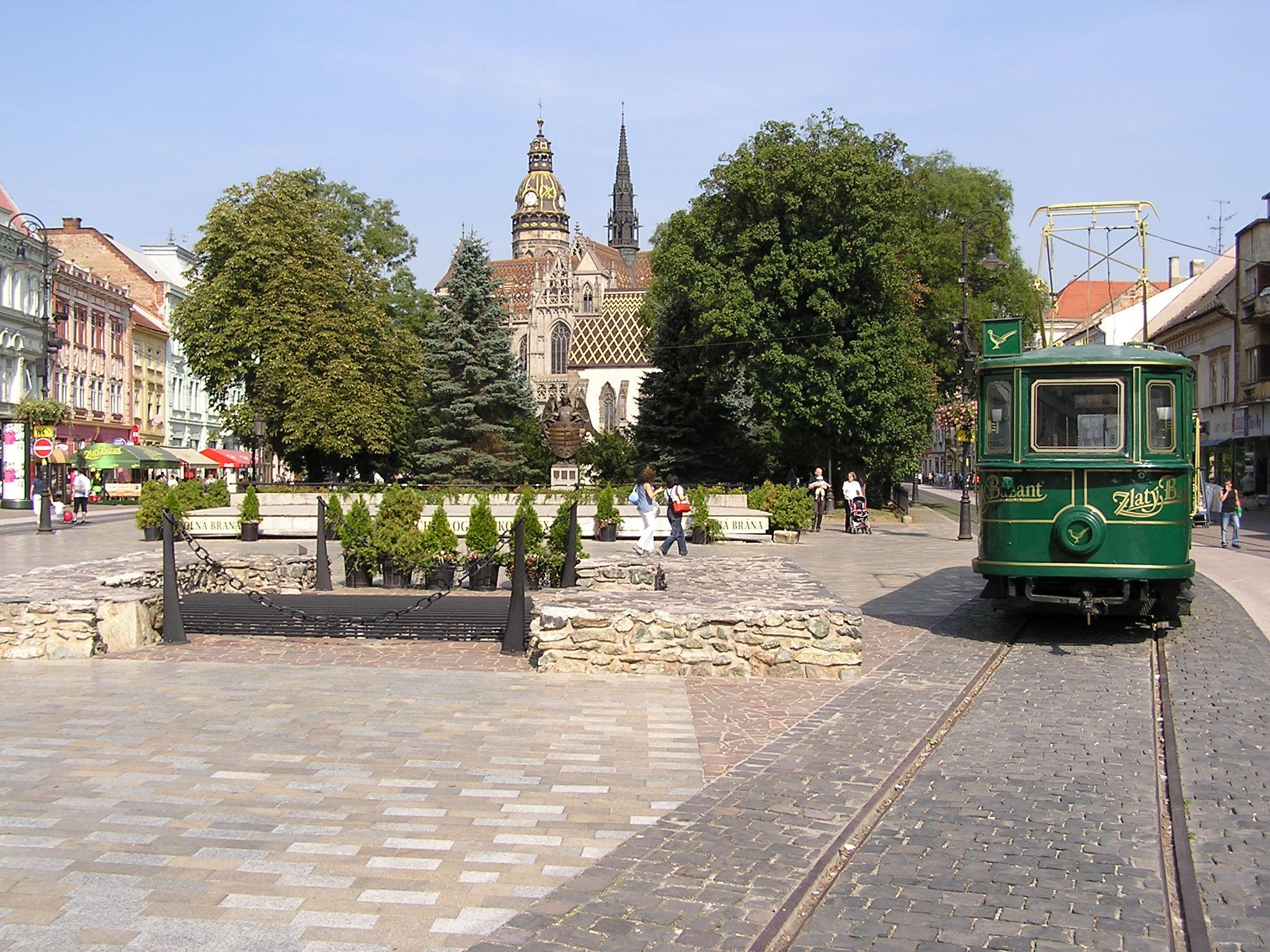
Hlavná (Hoofdstraat) met St. Elisabethkathedraal en tram van Zlaty Bazant
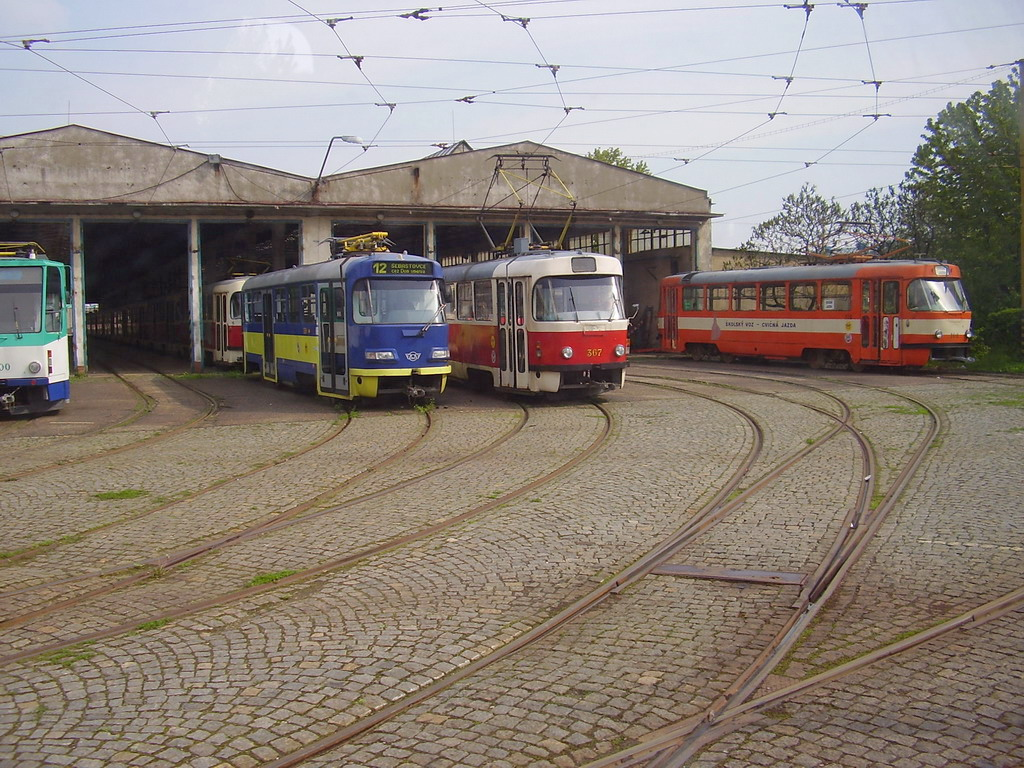
Tramremise

Banská Bystrica · Bardejov · Bratislava · Humenné · Komárno · Košice · Levice · Liptovský Mikuláš · Martin · Michalovce · Nitra · Nové Zámky · Poprad · Považská Bystrica · Prešov · Prievidza · Ružomberok · Spišská Nová Ves · Trenčín · Trnava · Žilina · Zvolen